# Než přišla bouře
Než přišla bouře (v anglickém originále Adrift) je americký romantický a dramatický film z roku 2018. Film produkoval a režíroval Baltasar Kormákur a scénář k němu napsali David Branson Smith, Aaron Kandell a Jordan Kandell. Film je inspirovaný skutečným příběhem, který se stal v roce 1983, kdy mladý pár uvízl uprostřed Tichého oceánu a musí najít cestu na Havaj s poškozenou lodí a žádným spojením. Hlavní role hrají Shailene Woodley a Sam Claflin. 
Film měl premiéru ve Spojených státech dne 1. června 2018. Získal smíšené recenze od kritiků, kteří chválili Woodley výkon a kinematografie, ale kritizoval příběh.

## Obsazení
- Shailene Woodley jako Tami Oldham
- Sam Claflin jako Richard Sharp
- Jeffrey Thomas jako Peter Crompton
- Elizabeth Hawthorne jako Christine Crompton
- Grace Palmer jako Deb

## Produkce
Práva na natočení filmu získala společnost STX Entertainment v únoru roku 2017. Studio mělo film produkovat a distribuovat. Shailene Woodley získala roli Tami Oldham a Miles Teller si měl zahrát mužskou hlavní roli. Kvůli jeho rozvrhu však musel od projektu odejít a na jeho místo nastoupil v květnu roku 2017 herec Sam Claflin.
Natáčení bylo zahájeno v červenci 2017 na Fidži a trvalo pět týdnů.

## Přijetí

### Tržby
Film vydělal 31,4 milionů dolarů v Severní Americe a 28,5 milionů dolarů v ostatních oblastech, celkově tak vydělal 59,9 milionů dolarů po celém světě. Rozpočet filmu činil 35 milionů dolarů. Za první víkend docílil třetí nejvyšší návštěvnosti, kdy vydělal 11,6 milionů dolarů.

### Recenze
Na recenzní stránce Rotten Tomatoes získal z 138 započtených recenzí 72 procent s průměrným ratingem 6,2 bodů z deseti. Na serveru Metacritic snímek získal z 29 recenzí 56 bodů ze sta. Na Česko-Slovenské filmové databázi snímek získal 73 %.